# Pépin de Herstal
Pépin II de Herstal, dit Pépin d'Héristal ou d'Héristel ou Pépin le Gros ou encore Pépin le Jeune (né vers 645 à Herstal - mort le 16 décembre 714 à Jupille-sur-Meuse), est maire du palais d'Austrasie et de Neustrie. Il est le fils d'Ansegisel (lui-même fils d'Arnoul de Metz), et de Begge d'Andenne, fille de Pépin Ier l'Ancien. Il est cité comme duc et gouverneur d'Austrasie. Il est le père de Charles Martel et le grand-père de Pépin le Bref.

## Biographie
Il fait mettre à mort l'assassin de son père. Il est cité pour la première fois vers 675 comme duc d'Austrasie et en compagnie de Martin, dux de Champagne, en lutte contre Ébroïn, maire du palais de Neustrie, mais ils sont vaincus en 679 à Laon et le duc Martin tué. Ébroïn est assassiné en 681 par un seigneur franc, Ermenfroi, qui se réfugie à la cour d'Austrasie. Après une période de paix troublée avec le maire de palais neustrien Waratton, la guerre reprend en 687, et Pépin, après avoir défait le maire Berthar à Tertry, prend le contrôle de tous les royaumes francs à partir de 690. Laissant l'Aquitaine de côté, il soumet ensuite les seigneurs de Saxe, de Frise, de Bavière et d'Alémanie.
L’autorité de Pépin fut acceptée difficilement. La Neustrie acceptait mal la domination de ce duc austrasien (Pépin nomma son fils Grimoald le Jeune Maire du palais en Neustrie) ; la soumission de la Bourgogne et de l’Aquitaine n’était que nominale ; dans le Sud et dans l’Ouest, les gouverneurs locaux avaient profité des guerres civiles pour étendre leur indépendance.
Cette union est à l'origine de l'assassinat de Lambert, évêque de Tongres-Maastricht, futur saint Lambert, patron de Liège. En septembre d'une année sur laquelle les historiens ne parviennent pas à se mettre d'accord, 696 ou 705, Pépin II convie l'évêque dans son palais de Jupille, près de Liège, dans le but de lui demander de l'unir à Alpaïde. Pépin venait de répudier Plectrude mais l'évêque avait eu vent qu'un enfant était né hors mariage. Il refusa donc de les marier. Quelques jours plus tard, le 17 septembre, Lambert et ses neveux, Pierre et Andolet, sont assassinés par Dodon, frère d'Alpaïde, en représailles à son refus.
La caractéristique du gouvernement de Pépin de Herstal fut le rétablissement des assemblées annuelles, situées au Champ de Mars. S’y traitaient majoritairement des questions militaires.
La conquête de la Frise cisrhénane est la grande entreprise de son « règne ». Durant la bataille de Wijk bij Duurstede (ou bataille de Dorestad) sur les rives du Rhin, il bat le roi Radbod Ier de Frise. Contrôlant l'embouchure de la Meuse et du Rhin, la région est cruciale pour l'économie franque. La méthode qu'il utilise inspire tous ses successeurs, jusqu'à Charlemagne lui-même : il lie en effet conquête militaire et christianisation. Il aide ainsi Willibrord dans ses efforts pour christianiser la Frise tout entière et y établir une hiérarchie ecclésiastique (création de l'évêché d'Utrecht).
À partir de la mort de Thierry III en 691, c'est lui qui fait et défait les rois. La dynastie mérovingienne n'est plus qu'un jouet entre les mains de celui qui prend le titre de princeps. Son pouvoir reste cependant personnel.
Pépin de Herstal meurt le 16 décembre 714 et aurait été inhumé en l’abbaye Saint-Arnoul de Metz où reposait son évêque de grand-père et qui devint une nécropole carolingienne sous Charlemagne. On peut noter qu'une stèle funéraire lui est dédiée dans l'église Sainte-Marie-du-Capitole de Cologne (Allemagne) où fut inhumée Plectrude. Une inhumation à Chèvremont, près de Liège, est également documentée.
Sa succession est disputée entre son petit-fils Théodebald, soutenu par sa grand-mère Plectrude, et son fils Charles Martel, fils d'Alpaïde. Le conflit menace la lignée pipinnide elle-même (les Grands de Neustrie se révoltent) mais Charles finit par l'emporter, établissant fermement la dynastie carolingienne.

## Généalogie
|           |           |           |           | Arnoul (° v. 582 † 641) évêque de Metz | Arnoul (° v. 582 † 641) évêque de Metz | Arnoul (° v. 582 † 641) évêque de Metz | Arnoul (° v. 582 † 641) évêque de Metz | Arnoul (° v. 582 † 641) évêque de Metz           | Arnoul (° v. 582 † 641) évêque de Metz           |                                                  |                                                  | Dode                                             | Dode                                             | Dode                                | Dode                                | Dode                                              | Dode                                              |                                                   |                                                   | Pépin de Landen (° v. 580 † 640) maire du palais d'Austrasie | Pépin de Landen (° v. 580 † 640) maire du palais d'Austrasie | Pépin de Landen (° v. 580 † 640) maire du palais d'Austrasie | Pépin de Landen (° v. 580 † 640) maire du palais d'Austrasie | Pépin de Landen (° v. 580 † 640) maire du palais d'Austrasie | Pépin de Landen (° v. 580 † 640) maire du palais d'Austrasie |                        |                        | Itte († 652) fondatrice de l'abbaye de Nivelles | Itte († 652) fondatrice de l'abbaye de Nivelles | Itte († 652) fondatrice de l'abbaye de Nivelles | Itte († 652) fondatrice de l'abbaye de Nivelles | Itte († 652) fondatrice de l'abbaye de Nivelles | Itte († 652) fondatrice de l'abbaye de Nivelles |         |         |         |         |
|           |           |           |           | Arnoul (° v. 582 † 641) évêque de Metz | Arnoul (° v. 582 † 641) évêque de Metz | Arnoul (° v. 582 † 641) évêque de Metz | Arnoul (° v. 582 † 641) évêque de Metz | Arnoul (° v. 582 † 641) évêque de Metz           | Arnoul (° v. 582 † 641) évêque de Metz           |                                                  |                                                  | Dode                                             | Dode                                             | Dode                                | Dode                                | Dode                                              | Dode                                              |                                                   |                                                   | Pépin de Landen (° v. 580 † 640) maire du palais d'Austrasie | Pépin de Landen (° v. 580 † 640) maire du palais d'Austrasie | Pépin de Landen (° v. 580 † 640) maire du palais d'Austrasie | Pépin de Landen (° v. 580 † 640) maire du palais d'Austrasie | Pépin de Landen (° v. 580 † 640) maire du palais d'Austrasie | Pépin de Landen (° v. 580 † 640) maire du palais d'Austrasie |                        |                        | Itte († 652) fondatrice de l'abbaye de Nivelles | Itte († 652) fondatrice de l'abbaye de Nivelles | Itte († 652) fondatrice de l'abbaye de Nivelles | Itte († 652) fondatrice de l'abbaye de Nivelles | Itte († 652) fondatrice de l'abbaye de Nivelles | Itte († 652) fondatrice de l'abbaye de Nivelles |         |         |         |         |
|           |           |           |           |                                        |                                        |                                        |                                        |                                                  |                                                  |                                                  |                                                  |                                                  |                                                  |                                     |                                     |                                                   |                                                   |                                                   |                                                   |                                                              |                                                              |                                                              |                                                              |                                                              |                                                              |                        |                        |                                                 |                                                 |                                                 |                                                 |                                                 |                                                 |         |         |         |         |
|           |           |           |           |                                        |                                        |                                        |                                        | Ansegisel († entre 648 et 669) dux et domesticus | Ansegisel († entre 648 et 669) dux et domesticus | Ansegisel († entre 648 et 669) dux et domesticus | Ansegisel († entre 648 et 669) dux et domesticus | Ansegisel († entre 648 et 669) dux et domesticus | Ansegisel († entre 648 et 669) dux et domesticus |                                     |                                     |                                                   |                                                   |                                                   |                                                   |                                                              |                                                              |                                                              |                                                              | Begge (° v. 620 † 693)                                       | Begge (° v. 620 † 693)                                       | Begge (° v. 620 † 693) | Begge (° v. 620 † 693) | Begge (° v. 620 † 693)                          | Begge (° v. 620 † 693)                          |                                                 |                                                 |                                                 |                                                 |         |         |         |         |
|           |           |           |           |                                        |                                        |                                        |                                        | Ansegisel († entre 648 et 669) dux et domesticus | Ansegisel († entre 648 et 669) dux et domesticus | Ansegisel († entre 648 et 669) dux et domesticus | Ansegisel († entre 648 et 669) dux et domesticus | Ansegisel († entre 648 et 669) dux et domesticus | Ansegisel († entre 648 et 669) dux et domesticus |                                     |                                     |                                                   |                                                   |                                                   |                                                   |                                                              |                                                              |                                                              |                                                              | Begge (° v. 620 † 693)                                       | Begge (° v. 620 † 693)                                       | Begge (° v. 620 † 693) | Begge (° v. 620 † 693) | Begge (° v. 620 † 693)                          | Begge (° v. 620 † 693)                          |                                                 |                                                 |                                                 |                                                 |         |         |         |         |
|           |           |           |           |                                        |                                        |                                        |                                        |                                                  |                                                  |                                                  |                                                  |                                                  |                                                  |                                     |                                     |                                                   |                                                   |                                                   |                                                   |                                                              |                                                              |                                                              |                                                              |                                                              |                                                              |                        |                        |                                                 |                                                 |                                                 |                                                 |                                                 |                                                 |         |         |         |         |
| Plectrude | Plectrude | Plectrude | Plectrude | Plectrude                              | Plectrude                              |                                        |                                        |                                                  |                                                  |                                                  |                                                  |                                                  |                                                  |                                     |                                     | Pépin de Herstal (° v. 645 † 714) maire de palais | Pépin de Herstal (° v. 645 † 714) maire de palais | Pépin de Herstal (° v. 645 † 714) maire de palais | Pépin de Herstal (° v. 645 † 714) maire de palais | Pépin de Herstal (° v. 645 † 714) maire de palais            | Pépin de Herstal (° v. 645 † 714) maire de palais            |                                                              |                                                              |                                                              |                                                              |                        |                        |                                                 |                                                 |                                                 |                                                 | Alpaïde                                         | Alpaïde                                         | Alpaïde | Alpaïde | Alpaïde | Alpaïde |
| Plectrude | Plectrude | Plectrude | Plectrude | Plectrude                              | Plectrude                              |                                        |                                        |                                                  |                                                  |                                                  |                                                  |                                                  |                                                  |                                     |                                     | Pépin de Herstal (° v. 645 † 714) maire de palais | Pépin de Herstal (° v. 645 † 714) maire de palais | Pépin de Herstal (° v. 645 † 714) maire de palais | Pépin de Herstal (° v. 645 † 714) maire de palais | Pépin de Herstal (° v. 645 † 714) maire de palais            | Pépin de Herstal (° v. 645 † 714) maire de palais            |                                                              |                                                              |                                                              |                                                              |                        |                        |                                                 |                                                 |                                                 |                                                 | Alpaïde                                         | Alpaïde                                         | Alpaïde | Alpaïde | Alpaïde | Alpaïde |
|           |           |           |           |                                        |                                        |                                        |                                        |                                                  |                                                  |                                                  |                                                  |                                                  |                                                  |                                     |                                     |                                                   |                                                   |                                                   |                                                   |                                                              |                                                              |                                                              |                                                              |                                                              |                                                              |                        |                        |                                                 |                                                 |                                                 |                                                 |                                                 |                                                 |         |         |         |         |
|           |           |           |           |                                        |                                        |                                        |                                        |                                                  |                                                  |                                                  |                                                  |                                                  |                                                  |                                     |                                     |                                                   |                                                   |                                                   |                                                   |                                                              |                                                              |                                                              |                                                              |                                                              |                                                              |                        |                        |                                                 |                                                 |                                                 |                                                 |                                                 |                                                 |         |         |         |         |
|           |           |           |           | Drogon († 708) duc de Champagne        | Drogon († 708) duc de Champagne        | Drogon († 708) duc de Champagne        | Drogon († 708) duc de Champagne        | Drogon († 708) duc de Champagne                  | Drogon († 708) duc de Champagne                  |                                                  |                                                  | Grimoald II († 714) maire du palais              | Grimoald II († 714) maire du palais              | Grimoald II († 714) maire du palais | Grimoald II († 714) maire du palais | Grimoald II († 714) maire du palais               | Grimoald II († 714) maire du palais               |                                                   |                                                   | Charles Martel (° v. 688 † 741) maire du palais              | Charles Martel (° v. 688 † 741) maire du palais              | Charles Martel (° v. 688 † 741) maire du palais              | Charles Martel (° v. 688 † 741) maire du palais              | Charles Martel (° v. 688 † 741) maire du palais              | Charles Martel (° v. 688 † 741) maire du palais              |                        |                        | Childebrand († 751)                             | Childebrand († 751)                             | Childebrand († 751)                             | Childebrand († 751)                             | Childebrand († 751)                             | Childebrand († 751)                             |         |         |         |         |

Arnoul de Metz est l’ancêtre direct de Charles Martel au 4e degré, de Pépin le Bref au 5e degré, et de Charlemagne au 6e degré.